# Olympische Sommerspiele 1996/Teilnehmer (Myanmar)
| Gelbes Symbol für Goldmedaillen mit stilisierten Olympischen Ringen | Graues Symbol für Silbermedaillen mit stilisierten Olympischen Ringen | Braundes Symbol für Bronzemedaillen mit stilisierten Olympischen Ringen |
| ------------------------------------------------------------------- | --------------------------------------------------------------------- | ----------------------------------------------------------------------- |
| —                                                                   | —                                                                     | —                                                                       |

Myanmar nahm an den Olympischen Sommerspielen 1996 in Atlanta, USA, mit einer Delegation von drei Sportlern (zwei Männer und eine Frau) teil.

## Teilnehmer nach Sportarten

### Leichtathletik
- Htay Myint
20 Kilometer Gehen: 53. Platz

- Khin Khin Htwe
Frauen, 1500 Meter: Vorläufe

### Schießen
- Soe Myint
Luftpistole: 49. Platz